# Manfred Häckel
Manfred Häckel (* 29. März 1927 in Gerstungen; † 10. Mai 1972 in Ost-Berlin) war ein deutscher Literaturwissenschaftler, Herausgeber und Literaturkritiker.

## Leben
Er promovierte 1954 an der Friedrich-Schiller-Universität in Jena.
Häckel war bis 1959 persönlicher Referent von Alfred Kurella in der Kulturkommission beim Politbüro des ZK der SED.
Ab 1960 war er Redakteur bei der von der Zentralen Arbeitsgemeinschaft der Zirkel schreibender Arbeiter herausgegebenen Zeitschrift Ich schreibe. Er war Mitarbeiter am Zentralinstitut für Literaturgeschichte der Akademie der Wissenschaften der DDR und war als Dozent tätig. Außerdem war er Mitherausgeber der von Walther Victor gegründeten Lesebücher für unsere Zeit.
1963 war er Leiter des vier Wochen dauernden 5. Internationalen Hochschulferienkurses für deutsche Sprache und Kultur in Weimar, an dem Germanisten aus 13 Ländern teilgenommen haben.
Häckel galt als ausgezeichneter Kenner der Arbeiterliteratur und frühen sozialistischen Dichtung, die er sammelte und herausgab. So edierte er beispielsweise 1959 eine Auswahl von Lyrik und Prosa der Kaiserzeit aus der SPD-nahen Satirezeitschrift Der wahre Jacob. Aufsätze von ihm erschienen unter anderem in der Zeitschrift Junge Kunst.
1963 begründete er zusammen mit Bruno Kaiser die Reihe Textausgaben zur frühen sozialistischen Literatur in Deutschland.
Seit 1953 war er mit Martha Häckel, geborene Koziel, verheiratet. Er starb 1972 im Alter von 45 Jahren in Ost-Berlin.

## Herausgeberschaft
- Manfred Häckel & Gerhard Steiner: Das Volk steht auf. Deutsche Dichter rufen zur nationalen Befreiung. Rütten & Loening, Berlin 1953.
- Manfred Häckel & Gerhard Steiner: 1813. Ein Lesebuch für unsere Zeit. Thüringer Volksverlag, Weimar 1953.
- Eichendorf. Ein Lesebuch für unsere Zeit. Thüringer Volksverlag, Weimar 1955.
- Eva Lippold & Manfred Häckel: Warum ich dafür bin. Stimmen zu unserer Zeit.  Ministerium für nationale Verteidigung, Berlin 1958.
- Leopold Jacoby: Erinnerungen und Gedichte. Aufbau-Verlag, Berlin 1959.
- Der wahre Jacob : Lyrik u. Prosa 1884–1905 (Mit Illustr. aus Der wahre Jacob). Rütten & Loening, Berlin, 1959.
- Joseph von Eichendorf: Gesammelte Werke in 3 Bänden. Textrevision und Erläuterungen von Regine Otto. Aufbau Verlag, Berlin 1962.
- Gedichte über Marx und Engels. (Textausgaben zur frühen sozialistischen Literatur in Deutschland, 1, Band 1). Akademie-Verlag, Berlin 1963.
- Hans Uhlig & Manfred Häckel (Vorwort): Rudolf Lavant: Gedichte. Akademie-Verlag, Berlin 1965.
- Franz von Gaudy: Humoresken und Satiren. Insel Verlag, Leipzig 1967.
- Freiligraths Briefwechsel mit Marx und Engels. Teil I + II – Teil I: Einleitung und Text. Band II: Anmerkungen. Akademie-Verlag, Berlin 1976.
- Annette von Droste-Hülshoff – Sämtliche Erzählungen. (Die Texte folgen der von Manfred Häckel im Insel Verlag 1976 edierten Werkausgabe) Insel Verlag, Frankfurt/Main; Leipzig 1993.